# Cementiri de Pinell
Cementiri de Pinell és el cementiri de Pinell de Solsonès (Solsonès) inclòs a l'Inventari del Patrimoni Arquitectònic de Catalunya.

## Situació
El cementiri es troba al nucli de Pinell, a tocar de l'església de Sant Miquel, des d'on s'hi baixa.
A Pinell només s'hi va des de la carretera asfaltada C-149a (de Solsona - els Colls - Sanaüja). Al punt quilomètric 12,6 (41° 57′ 41″ N, 1° 24′ 29″ E / 41.961412°N,1.408038°E) un trencall ben senyalitzat hi mena en 1,5 km.

## Descripció

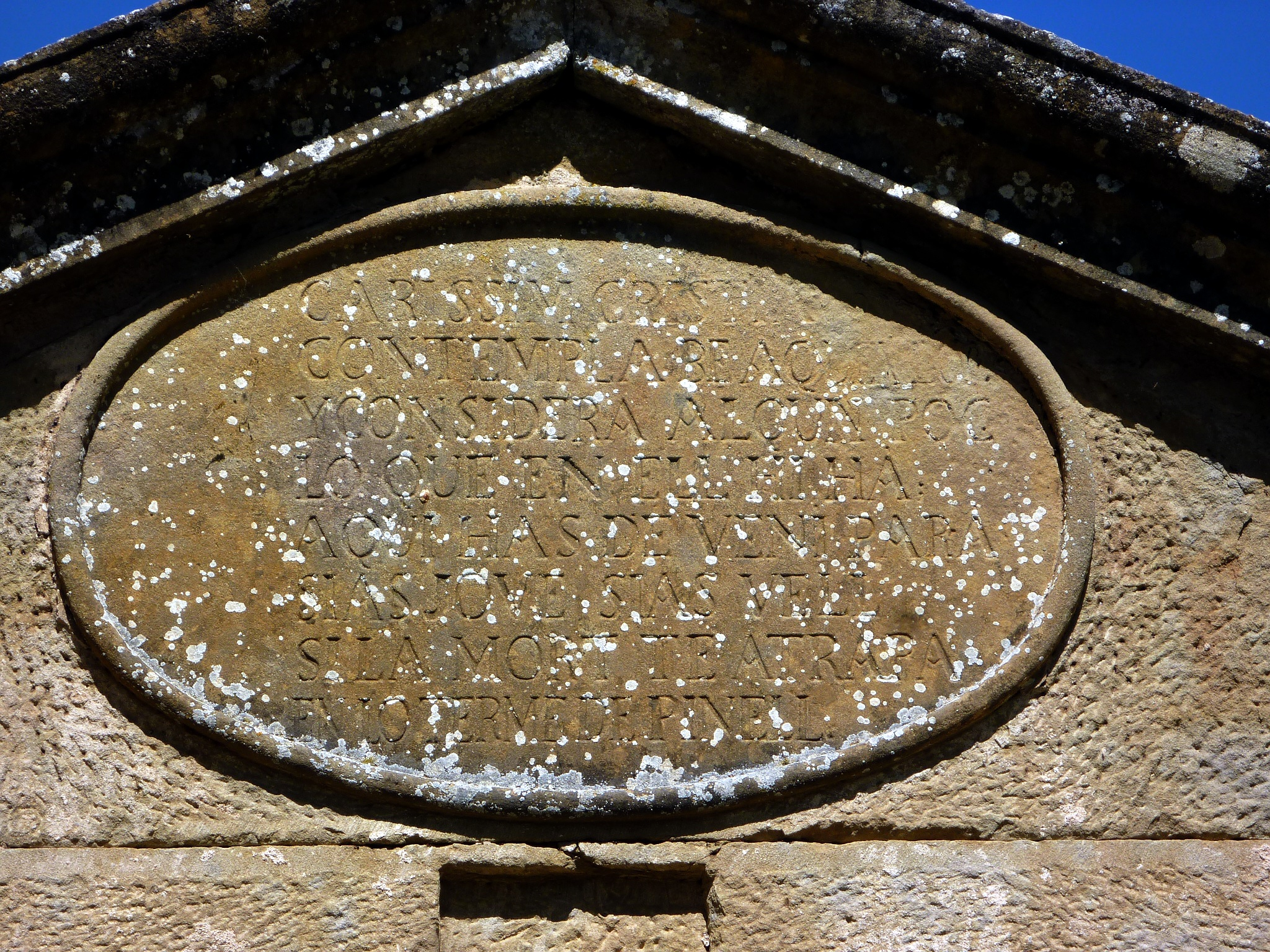
Medalló al frontis

Cementiri envoltat per un mur. La porta d'entrada està constituïda per dues pilastres rectangulars que suporten un frontó triangular, l'interior del qual conté un medalló amb la següent inscripció:
"CARISSIM CRISTIA - COMTEMPLA BE AQUET LLOC - Y CONSIDERA ALGUN POC - LO QUE EN ELL HI HA - AQUI HAS DE VENI PARA - SIAS JOVE SIAS VELL - SI LA MORT TE ATRAPA - 
EN LO TERME DE PINELL"
La porta està rematada per una bola de pedra que fa de base a una creu de ferro.